# Ranko Despotović
Ranko Despotović (Servisch: Ранко Деспотовић) (Loznica, 21 januari 1983) is een Servische voetballer.

## Clubcarrière
Ranko Despotović speelde tussen 2001 en 2011 voor FK Loznica, FK Vojvodina, FK Mačva Šabac, Rapid Bucureşti, Real Murcia, UD Salamanca en Girona FC. Hij tekende in 2011 bij Urawa Red Diamonds.

## Servisch voetbalelftal
Ranko Despotović debuteerde in 2007 in het Servisch nationaal elftal en speelde 4 interlands.